# 루시타니아인

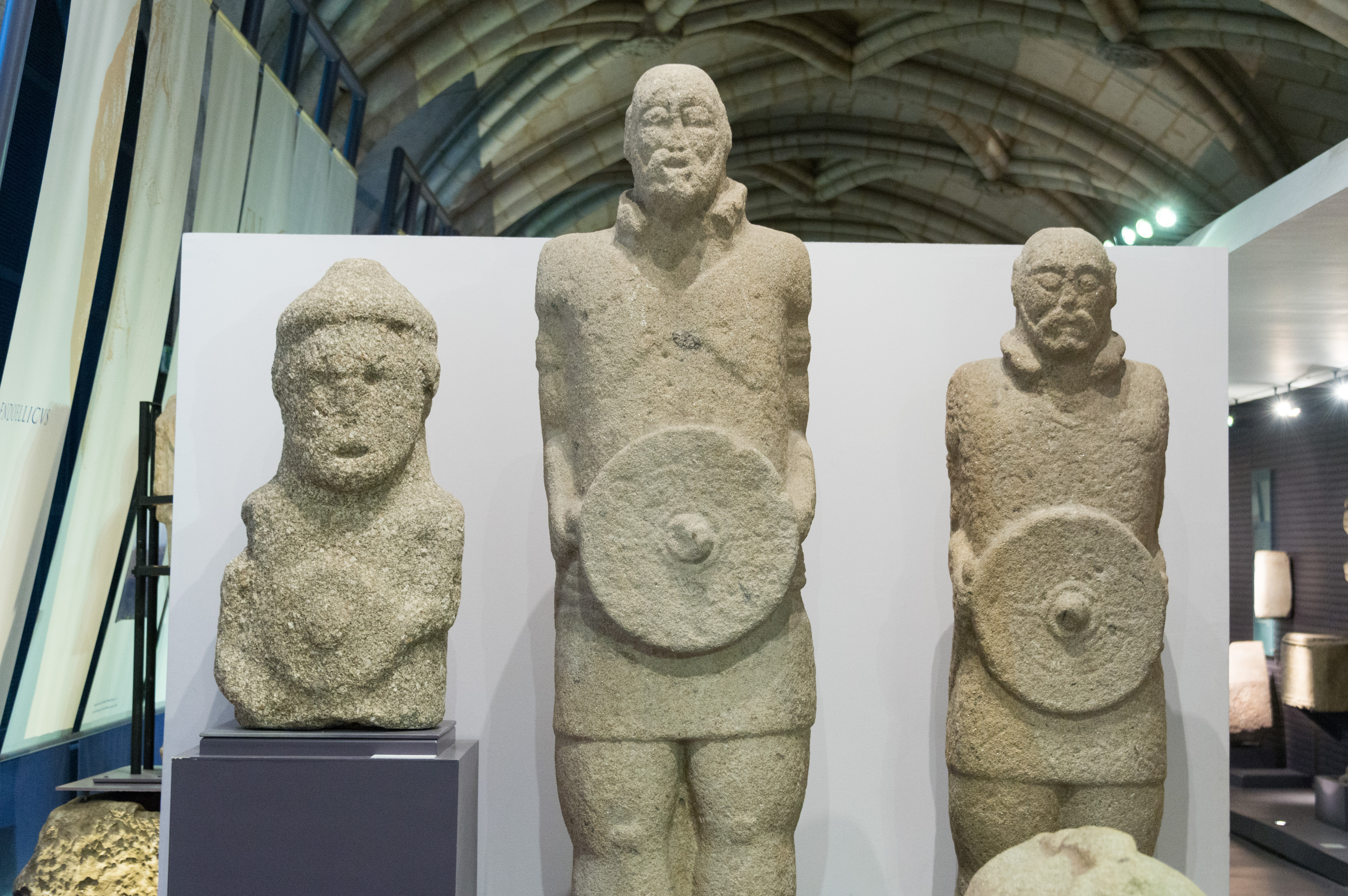

루시타니아인(라틴어: Lusitani)은 로마 공화정 당시 이베리아반도 중서부에 위치한 루시타니아 지방에 거주했던 인도유럽어 계열 민족으로, 켈트어파의 영향을 받은 루시타니아어를 공용어로 사용하였다.
기록에 따르면 루시타니아인은 매우 호전적이고 산을 잘 탔으며, 그들은 기원전 155년부터 기원전 139년까지 벌어진 루시타니아 전쟁에서 로마 공화정에 패배한 뒤 루시타니아 속주로 편입되었다.
포르투갈인들의 조상이 루시타니아인이라고 한다.

## 같이 보기
- 포르투갈의 역사
- 히바테주주
- 엑스트레마두라주
- 히스파니아
- 로마 제국